# プロクラドール
プロクラドール（葡: procurador）は、イエズス会の財務担当者。ポルトガル語で「代理人」「仲介者」「調停者」を意味する言葉でもあるが、この項では教会の財務担当者について扱う。

## 成立
海外に進出し、布教を進めたイエズス会の活動資金は、本来は布教保護権に定められた教会保護者であるポルトガル国王によって賄うことになっていた。しかし、ポルトガルから遠く離れた日本の地では援助もままならなかったため、国王や教皇の許可の下、イエズス会は貿易に参入した。その商業活動を担当したのがプロクラドールで、マドリード・リスボン・ゴア・マラッカ・マカオそして長崎といったローマから日本に至るまでの要地に配置された。
日本イエズス会担当のプロクラドールはマカオと長崎に置かれていた。天正7年（1579年）に来日した巡察師アレッサンドロ・ヴァリニャーノは、翌8年（1580年）にキリシタン大名の大村純忠から長崎の地を寄進されて、同地を教会領とした。そして日本イエズス会の経済的基礎を固めるためのマカオ＝長崎間の貿易の秩序作りを行い、貿易の仲介者として財務担当官＝プロクラドールを任命した。
ほかにも、南アメリカでは、バンデイランテスによる奴隷狩りからインディオのグアラニー族を保護するためにつくられた教化村に、外部との交易のためにプロクラドールが置かれた。

## 業務
プロクラドールの仕事は貿易・会計・財務に関する事柄が主で、長崎に来た貿易船からの「碇泊料」徴収や貿易の仲介だけでなく、必需物資や資金の調達・保管・配給、帳簿の記入、信徒たちに対する物質的援助など、多岐にわたった。本来、財務は布教活動においては重要事項ではなかったが、イエズス会の貿易規模が拡大して扱う金額が莫大なものになっていくにつれて、財務担当のプロクラドールの役割は重要なものとなっていった。また、天下人や諸大名、豪商などがイエズス会に銀を託して広東での商品の仕入と日本への輸送を依頼しており、これにより彼らを布教の保護者とすることができた。
そのため、プロクラドールは要職化していき、当初イルマン（Irmao 修道士）が務めていたが、やがてパードレ（Padre 神父）が、そして盛式四誓願司祭が就くようになった。
プロクラドールに就任したイエズス会士には、ルイス・デ・アルメイダや、元和の大殉教で殉教したカルロ・スピノラ司祭（1598年にマカオ管区でプロクラドールに就任）や、豊臣秀吉や徳川家康に信任されたジョアン・ロドリゲスがいる。

## 生糸貿易
16世紀後半ごろから、マカオのポルトガル人は、中国の広州から銀で生糸を購入し、その生糸を日本の長崎で銀と交換する貿易をしていた。マカオ市民たちは、1570年代には、共同出資でアルマサンと呼ばれる組織を設立し、生糸の売り上げを出資者に共同分配する仕組みを作り上げていた。活動資金獲得のためアルマサンに参加することで、イエズス会も貿易活動に関わることになった。
「神学校のみが寄付を受け入れることが出来る」というイエズス会の「会憲」があるため、各地にある神学校（コレジオ）はイエズス会の経済活動の中心となっていった。そのため、「1583年（天正11年）10月5日付、マカオ発総会長アクアヴィーバ宛てフランシスコ・カブラル書簡」によれば、「（マカオのコレジオで）中国の財貨や商品が、プロクラドール立ち会いの下に梱にされているのを目撃する」といった有り様であった。長崎でも同様に「岬の教会」内の建物（カーザ）に商品が運び込まれ、プロクラドールによって売り捌かれた。プロクラドールは小売商人の生糸を、ある価額で引き取って、その生糸を日本人の小売商人にさらに高い値段で分配した。
日本における生糸貿易での商品（生糸）の流れは、「マカオの小売商人」 ⇒ 「マカオの商人たちの代表＝フェイトール」 ⇒ 「プロクラドール」 ⇒ 「日本側の商人」であった。

## 商行為に携わることへの批判
プロクラドールが生糸売買の仲介と斡旋をしていたことから、貿易の利鞘はイエズス会が入手した。生糸売買において、プロクラドールが中心となって値段の決定と配分を行なうことで、イエズス会はパンカド（糸割符）を管理して生糸貿易から恒常的に収入を得られるようになった。イエズス会はアルマサンにも自分たちの生糸の持ち分があり、さらに売れ残り生糸の委託販売や生糸以外の商品の販売仲介などにより、貿易を行なうたびに大きな収入を得ていた。
しかし、プロクラドールが南蛮貿易に関与することに対して、「躓（つまず）きの元」となるとして、イエズス会内外から非難が出るようになった。日本文化への適応主義を取ったヴァリニャーノはこれを必要悪として認めていた一方、「会の活動費は全てポルトガル国王からの支援に頼るべき」と批判するカブラル司祭のような者もおり、天正13年（1585年）にはイエズス会の南蛮貿易への「関与禁止令」が出された（ただし、2年後には再度許可された）。
フランシスコ会士は、イエズス会士による商行為が権力者との間に利害対立を生み、教会へのあらぬ疑惑と不信を呼んで、キリスト教禁教の原因になったと批判した。
修道会倫理に照らせば、貿易への関与は公認の枠を守り、それを実際に行なうのはプロクラドールに限られねばならないが、必ずしもそうではなく、個々の布教施設や会員個人による商行為も見られた。さらに、イエズス会の貿易参入でマカオのポルトガル商人たちとの間に諍いが生じ、訴訟事件にまで発展するようになった。そのような報告を受けたローマ本部は、総会長が日本管区長に指令を出し、それに基づき管区長は1612年に個人的商業を禁じたが、それで活動が治まったわけではなかった。